# Mont-la-Ville
Mont-la-Ville est une commune suisse du canton de Vaud, située dans le district de Morges.

## Géographie
|          | Vaulion       | La Praz  |
| L'Abbaye | Mont-la-Ville | Moiry    |
|          | L'Isle        | Cuarnens |

## Site archéologique
Sur le territoire de la commune se trouve l'abri sous roche du Mollendruz qui présente les plus anciennes traces d'occupation humaine du territoire vaudois. L'abri est classé comme bien culturel d'importance nationale.

## Patrimoine bâti
Le temple réformé a été élevé en 1825. Cloche de 1500. Vitraux de Pierre Chiara et de 1950 par Charles Clément.
L'école, construite en 1851 par les architectes Krieg et Rossier, a servi de modèle pour celle de Marchissy.

## Sports

### Cyclisme
Le col de Pétra Félix (1 146 mètres) en limite ouest de la commune a été emprunté lors de la 8e étape du Tour de France 2022 classé en 4e catégorie au Grand prix de la montagne.